# Sebastian Droste

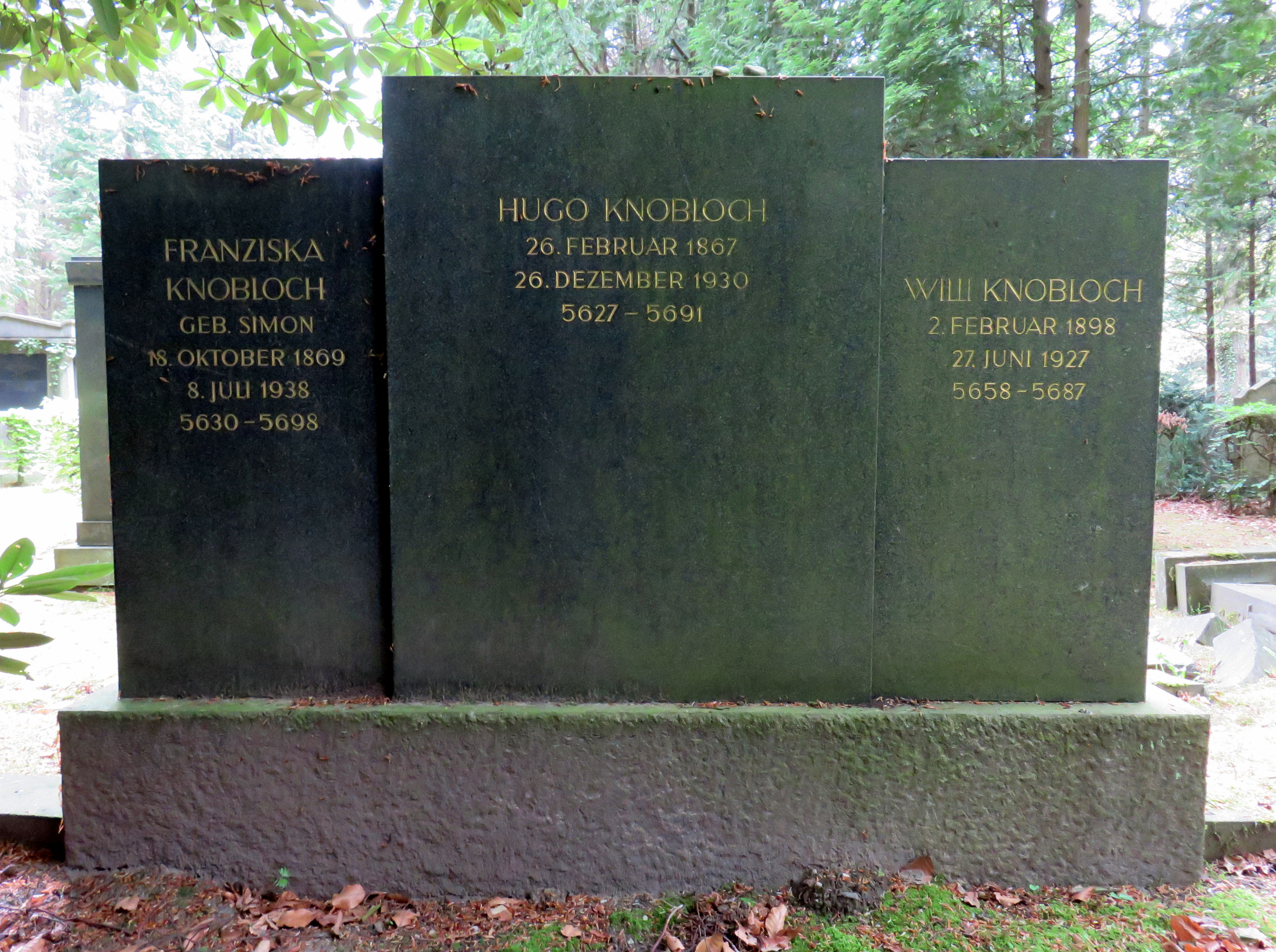
Grabstein „Willi Knobloch“, Jüdischer Friedhof Ohlsdorf (Ilandkoppel)

Sebastian Droste, eigentlich Willi Knobloch (* 2. Februar 1898 in Hamburg; † 27. Juni 1927 ebenda), war ein deutscher Tänzer, Lyriker und Schauspieler. Zusammen mit seiner Ehefrau Anita Berber gehörte er zu den skandalreichsten Persönlichkeiten der Weimarer Republik und war bis zu seinem Tode einer der bedeutendsten Tänzer des Landes.

## Leben
Droste wurde in Hamburg unter dem Namen Willi Knobloch in eine reiche jüdische Patrizierfamilie geboren. Sein Vater war der Kaufmann Hugo Knobloch, seine Mutter Franziska Knobloch, geb. Simon. Seine Anfänge beim Tanz hatte er im Ensemble von Celly de Rheidt als einer ihrer Tänzer. Danach hatte er einige Soloprojekte.
Anfang der 1920er-Jahre lernte er die Schauspielerin und Tänzerin Anita Berber kennen, die er angeblich 1923 in Budapest geheiratet haben soll; eine genaue Bestätigung konnte bis heute nicht gefunden werden. Beide erarbeiteten ein Bühnenkonzept mit dem Titel Die Tänze des Lasters, des Grauens und der Ekstase, die auch die Performance von Gedichten und Tanzszenen enthielt. Damit tourten sie durch ganz Mitteleuropa und traten mit der Show in Berlin, Wien, Prag und Budapest auf. Die Show wurde ein Skandal, gleichzeitig wurden beide Tänzer damit sehr berühmt. Es folgte ein Bildband der bekannten Photographin Madame d’Ora, die Droste und Berber während der Show fotografiert hatte.
Nach Ende der Tournee und des Erfolges kam es zum Zerwürfnis mit Berber, worauf Droste mitsamt ihrem Schmuck nach New York City verschwand, wo er sich zunächst als Baron ausgab und später als Journalist für eine deutsche Zeitung arbeitete. Nach seiner Rückkehr nach Hamburg starb der kokainsüchtige und homosexuelle Künstler dort am 27. Juni 1927 im Haus seiner Eltern.

Sebastian Droste wurde als Willi Knobloch im Bereich der Familiengrabstätte Knobloch auf dem Jüdischen Friedhof Ilandkoppel in Hamburg-Ohlsdorf,  Planquadrat N 1–63, beigesetzt.

## Rezeption
Die Revue- und Varieteshow der Tänze des Lasters, des Grauens und der Ekstase (1922) hatte Droste und Berber zur Herausgabe eines Buches mit gleichem Titel gebracht (1923), dem ein Dokumentarkurzfilm zu dem Thema von Fritz Freisler folgte. In dem Buch erschienen auch die zahlreichen Gedichte des Lyrikers Droste.
In der Revue wurden einzelne skandalträchtige Szenen gezeigt, so Der heilige Sebastian (nach dem sich Droste offensichtlich seinen Vornamen gegeben hatte), Kokain und andere. So ließ er sich auch als Vampir gekleidet ablichten. Viele Tänze der beiden wurden halbnackt oder nackt aufgeführt.

## Werk
- Die Tänze des Lasters, des Grauens und der Ekstase, zusammen mit Anita Berber, Gloriette Verlag, Wien, 1923.

Englische Ausgabe: Dances of Vice, Horror, and Ecstasy. Übers. v. Merrill Cole. Side Real Press, Newcastle upon Tyne 2012. ISBN 978-0-9542953-7-0.
- Willy Knobloch (= Versensporn – Heft für lyrische Reize. Nr. 56) Hrsg. von Tom Riebe. Edition Poesie schmeckt gut, Jena 2024, 120 Exemplare.

## Filmografie
- Algol – Tragödie der Macht. 1920.
- Tänze des Grauens, des Lasters und der Ekstase. Kurzdokumentation, Regie: Fritz Freisler, 1923.
- The Way (Unvollendet), Tanzfilm. 1929 (postum), Regie: Francis Bruguière.